# Дијецеза Македонија
Дијецеза Македонија (лат. Dioecesis Macedoniae, грч. Διοίκησις Μακεδονίας) била је управна област, односно дијецеза (лат. dioecesis) у позном Римском царству и раној Византији. Основана је током 4. века, поделом дотадашње Дијецезе Мезије на јужни (Дијецеза Македонија) и северни део (Дијецеза Дакија). Неки истраживачи сматрају да је та подела била извршена већ за време владавине цара Константина I (306-337) непосредно након 324. године, док се други опредељују за средину 4. века или за почетак владавине цара Валенса (364-378), пошто је подела изричито посведочена тек око 370. године. Новостворена Дијецеза Македонија обухватала је следеће провинције: Крит, Ахаја, Тесалија, Стари Епир, Нови Епир и Македонија (укључујући и повремену провинцју Македонију Секунду). На челу управе налазио се царски намесник са титулом "викар" (лат. vicarius), односно егзарх (грч. ἔξαρχος), а главни град дијецезе била је Тесалоника (данашњи Солун). Приликом поделе Римског царства (395) припала је источном делу а налазила се у саставу Префектуре Илирика. Током 5. века ову дијецезу су у неколико наврата опустошили Готи, а током 6. века на подручје ове дијецезе почињу да продиру Словени. Царска власт је на том простору током 7. века сведена на приморске градове и области, а дотадашњу административну организацију временом је заменило тематско уређење.